# Difosfomevalonatna dekarboksilaza
Difosfomevalonatna dekarboksilaza (EC 4.1.1.33, pirofosfomevalonatna dekarboksilaza, mevalonat-5-pirofosfatna dekarboksilaza, pirofosfomevalonsko kiselinska dekarboksilaza, 5-pirofosfomevalonatna dekarboksilaza, mevalonat 5-difosfatna dekarboksilaza, ATP:(R)-5-difosfomevalonatna karboksi-lijaza (dehidratacija)) je enzim sa sistematskim imenom ATP:(R)-5-difosfomevalonat karboksilijaza (dodaje ATP; formira izopentenil-difosfat). Ovaj enzim katalizuje sledeću hemijsku reakciju
ATP + ()-5-difosfomevalonat {\displaystyle \rightleftharpoons } ADP + fosfat + izopentenil difosfat + 2

## Literatura
- Nicholas C. Price; Lewis Stevens (1999). Fundamentals of Enzymology: The Cell and Molecular Biology of Catalytic Proteins (Third изд.). USA: Oxford University Press. ISBN 019850229X.
- Eric J. Toone (2006). Advances in Enzymology and Related Areas of Molecular Biology, Protein Evolution (Volume 75 изд.). Wiley-Interscience. ISBN 0471205036.
- Branden C; Tooze J. Introduction to Protein Structure. New York, NY: Garland Publishing. ISBN 0-8153-2305-0.
- Irwin H. Segel. Enzyme Kinetics: Behavior and Analysis of Rapid Equilibrium and Steady-State Enzyme Systems (Book 44 изд.). Wiley Classics Library. ISBN 0471303097.

## Spoljašnje veze
- Diphosphomevalonate+decarboxylase на 